# Grande École (film)
Pour les articles homonymes, voir Grande école (homonymie).
Pour plus de détails, voir Fiche technique et Distribution.
Grande École est un film français de Robert Salis, sorti en 2004. Le scénario est inspiré de la pièce de théâtre de Jean-Marie Besset, créée en 1995.

## Synopsis
Paul, fils d'un haut dirigeant de l'entreprise de BTP Holcim, intègre une grande école et partage un appartement à trois sur le campus. Dès l'emménagement, Louis-Arnault, l'un des colocataires, exerce son charisme sur Paul, ce qui rend jalouse Agnès, la petite amie de ce dernier, déjà déçue de ne pas pouvoir vivre en couple avec lui. Une compétition se crée au sein du couple pour savoir lequel charmera Louis-Arnault en premier. Dans le même temps, Paul rencontre au campus, Mécir, jeune peintre en bâtiment du chantier de rénovation de l'école qui tombe amoureux de lui.

## Fiche technique
- Réalisation : Robert Salis
- Scénario : Jean-Marie Besset, auteur de la pièce de théâtre originale, et Robert Salis
- Sortie :  France : 4 février 2004.

## Distribution
- Grégori Baquet : Paul Thabor
- Alice Taglioni : Agnès, sa petite amie
- Jocelyn Quivrin : Louis-Arnault
- Salim Kechiouche : Mécir
- Gilbert Désveaux : un professeur
- Arthur Jugnot : Bernard Chouquet, colocataire de Paul et Louis-Arnault
- Élodie Navarre : Émeline, la petite amie de Louis-Arnault
- Eva Darlan : Mme Chouquet
- Lakshantha Abenayake : le journaliste incarcéré
- Yasmine Belmadi : l'ouvrier lors du flash-back
- Jo Prestia : le chef de chantier
- Arnaud Binard : l'entraîneur de water-polo[1]
- Adan Jodorowsky : l'étudiant du groupe start-up
- Flavie Péan :
- Adel Bencherif :